# يو إس إس كارل فينسن
يو اس اس كارل فينسن: حاملة طائرات أمريكية تابعة لبحرية الولايات المتحدة و هي مسماة على اسم عضو الكونغرس كارل فينسن بسبب ما قدمه للبحرية خلال فترة خدمته. شاركت حاملة الطائرات يو اس اس كارل فينسن في عدة عمليات عسكرية منها حرب الصحراء و حرب العراق و عمليات أخرى عديدة. و آخر الأحداث المهمة هو استعمال هذه السفينة لرمي جثة أسامة بن لادن في البحر من على ظهر هذه السفينة سنة 2011. و أيضاً اقيمت مباراة لكرة السلة على ظهرها بين جامعة كارولاينا الشمالية و جامعة مشغن ستيت.

## الجوائز
حصلت حاملة الطائرات يو اس اس كارل فينسن على العديد من الجوائز، منها:
- معركة "E": للسنوات (1990, 1996, 1998, 2001, 2004, 2011) و تمنح هذه الجائزة لعدد قليل من السفن و حاملات الطائرات و الغواصات الأمريكية سنوياً.
- وسام الثناء: للسنوات (1985, 1995, 1996, 1999)
- وسام شكر البحرية: للسنوات (1988,2001)
- وسام الجنرال جيمس فرتي للسلامة: للسنوات (1985, 1988, 1994, 1996)
- وسام جهود السفينة الحربية: لسنة 2004

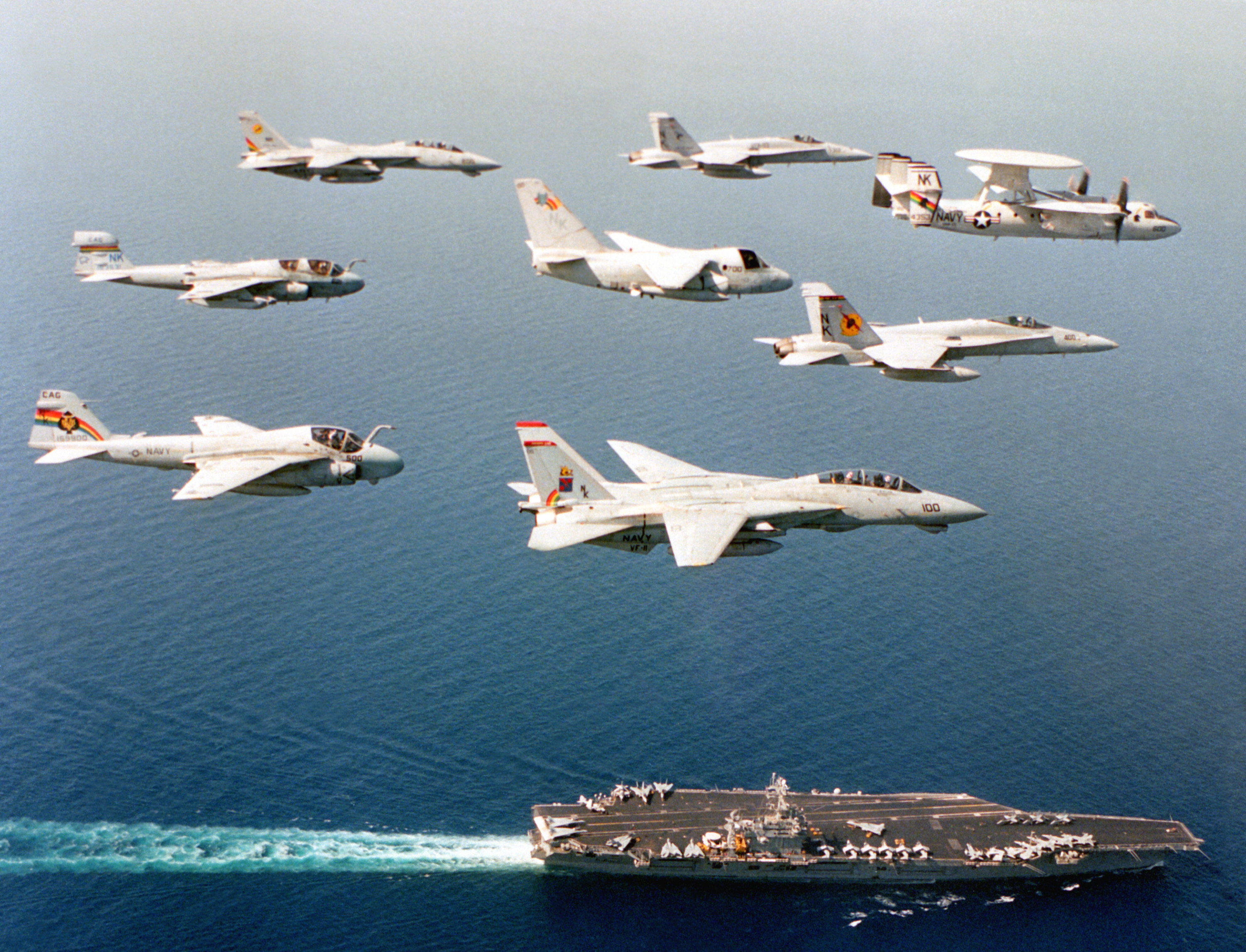
طائرات تحلق فوق يو اس اس كارل فينسن سنة 1994